# Cerenbaataryn Chosbajar
Cerenbaataryn Chosbajar (mong. Цэрэнбаатарын Хосбаяр; ur. 4 sierpnia 1965 w Czandman´) – mongolski zapaśnik w stylu wolnym. Olimpijczyk z Barcelony 1992, gdzie zajął ósme miejsce w kategorii 48 kg.
Dziewiąte miejsce na mistrzostwach świata w 1989. Brązowy medal na igrzyskach azjatyckich w 1990. Srebrny medalista na mistrzostwach Azji w 1992 i 1993 roku.
Jego dwóch braci również wystąpiło w turniejach olimpijskich w zapasach – Cerenbaataryn Cogtbajar na igrzyskach w Barcelonie 1992 i Atlancie 1996, a Cerenbaataryn Enchbajar w Seulu 1988 i Barcelonie 1992.